# Pleurophoma cava
Pleurophoma cava är en svampart som först beskrevs av Schulzer, och fick sitt nu gällande namn av Boerema, Loer. & Hamers 1996. Pleurophoma cava ingår i släktet Pleurophoma, divisionen sporsäcksvampar och riket svampar.   Inga underarter finns listade i Catalogue of Life.